# Det passer
Det passer er titlen på Johnsons første album fra 2006. Albummet er produceret af Lasse Pilfinger, Rune Rask & Troo.L.S.
Debutalbummet fra den danske rapper Johnson som udkom d.29/5 2006 på ArtPeople. Albummet indeholdte en lang række succesfulde singler, bl.a. "Kig forbi", titelnummeret "Det passer" og "Nasty".  Albummet vandt prisen Årets dansk hip hop udgivelse ved Danish Music Awards 2007 og blev i juni 2007 certificeret guld af IFPI Danmark for salg af mere end 15.000 eksemplarer. Albummet anses af flere for en ny dansk klassiker indenfor genren Crunk og westcoastrap.[kilde mangler]

## Spor
1. Intro
2. Det passer
3. Fra Mit Kvarter feat. L.O.C.
4. Kig forbi
5. Kender du det
6. Nasty
7. Ik hate
8. Drama
9. Bite mit shit
10. Dankort Blues
11. Tatoos
12. De drømmer feat. U$O
13. Pengeskabet feat. Alex
14. Total lokal
15. Borte med blæsten

## Personel
- Marc Johnson : vokal
- Pilfinger : Producer
- Rune Rask & Tro.L.S : Producer på "Borte med blæsten".
- L.O.C. : Gæstevokal
- U.S.O : Gæstevokal
- Alex Ambrose : Kor
- Hannah Schneider : Gæstevokal
- Anders Schumann : Mastering
- Tomace : Artwork
- Elisabeth Dahlberg : foto
- Marc Johnson, Lasse Kramhøft & Christian Møller : Executive producer.